# Стефанелли, Лорелла
Лорелла Стефанелли (итал. Lorella Stefanelli; род. 20 февраля 1959, Сан-Марино, Сан-Марино) — политический деятель Сан-Марино, бывший капитан-регент Сан-Марино с 1 октября 2015 года по 1 апреля 2016 года.

## Биография
Лорелла Стефанелли родилась в феврале 1959 года в столице Сан-Марино. В Италии окончила Болонский университет. Сотрудница департамента туризма Сан-Марино.
От Христианско-демократическая партии в 2012 году была избрана в Большой генеральный совет Сан-Марино. В сентябре 2015 года она была избрана на пост капитан-регента совместно с Николой Ренци на срок с 1 октября 2015 года до 1 апреля 2016 года.